# Aldeanova (Castropol)
Aldeanova (oficialmente y en asturiano: Aldianova) es una aldea de la parroquia de Moldes, concejo de Castropol, en la comarca del Eo-Navia, Principado de Asturias, España.